# Anatoli Solovjov
Anatoli Jakovlevitsj Solovjov (Russisch: Анатолий Яковлевич Соловьёв) (Riga (Letse SSR), 16 januari 1948) is een voormalig Sovjet ruimtevaarder. Solovjov zijn eerste ruimtevlucht was Sojoez TM-5 met een Sojoez-ruimtevaartuig en vond plaats op 7 juni 1988. De missie maakte deel uit van het Sojoez-programma.
In totaal heeft Solovjov vijf ruimtevluchten op zijn naam staan, waaronder meerdere missies naar het Russische ruimtestation Mir. Tijdens zijn missies maakte hij 16 ruimtewandelingen. Hiermee bezit hij het wereldrecord voor meeste ruimtewandelingen. In 1999 ging hij als astronaut met pensioen.